# انبرک نوری

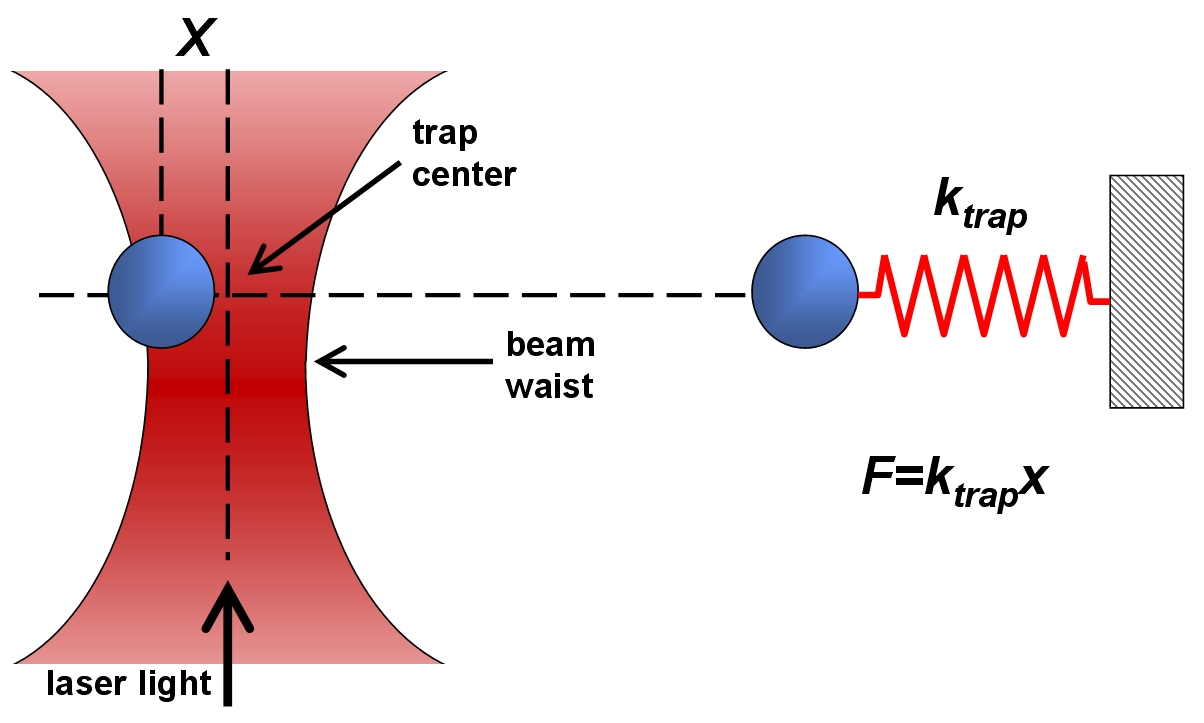
همانطور که در متن توضیح داده شد، اجسام دی الکتریک به مرکز پرتو، کمی بالاتر از کمر پرتو جذب می شوند. نیروی اعمال شده بر جسم به طور خطی به جابجایی آن از مرکز تله بستگی دارد، درست مانند یک سیستم فنری ساده.

انبرک نوری از ابزارهای علمی است. در این ابزار از پرتو لیزر با قابلیت فوکوس بالا برای ایجاد نیروی جاذبه یا دافعه استفاده می‌شود. انبرک نوری، یک ابزار علمی است که با استفاده از یک پرتوی لیزر بسیار متمرکز، نیرویی در حد پیکونیوتن به اجسام دی الکتریک در ابعاد میکرون، اعمال می‌کند. از این ابزار در آزمایش‌های زیست‌شناسی سلولی مولکولی برای نگه داشتن و جابجا کردن میکروسکوپی اجسام استفاده می‌شود. در سالهای اخیر، در مطالعه انواع سیستمهای بیولوژیکی از جمله دی ان ای بسیار موفقیت‌آمیز بوده‌است؛ از ترتیب‌بندی سلول گرفته تا بازکردن پیچش‌های RNA و DNA.

## تاریخچه
روش تله اندازی نوری اولی بار توسط آرتور اشکین (Arthur Ashkin) در سال ۱۹۷۰میلادی ابداع شد. او محاسبه کرده بود که فشار تابشی ناشی از یک لیزر نوری پرقدرت که به شدت روی یک مهره متمرکز شده‌است، می‌تواند مهره را به شتاب یک میلیون متر بر ثانیه مکعب برساند. وقتی که او این آزمایش را طراحی کرد تا بیش بینی‌اش را محک زند، متوجه شد با اینکه مهره هدف به سمت پایین شتاب می‌گیرد، ذرات پراکنده دیگر از اطراف محلول، به سمت لیزر جذب می‌شوند. بدین شکل، او توسط دو پرتو لیزر مختلف‌الجهت اولین تله نوری را ساخت، که ابتدا باعث جذب یک باکتری شد و مسیر کاربردی تله نوری را به سمت زیست‌شناسی سلولی سوق داد.

## مقدمه
تصور اینکه بتوان سلولی را بدون تماس فیزیکی با آن حرکت داد کمی خیال پردازانه به نظر می رسد. اما حقیقت این است که می‌توان با استفاده از خواص ویژه لیزر این کار را انجام داد. گیره‌های لیزری ابزارهایی هستند که از پرتو یا پرتوهای لیزر، به منظور تولید نیروهای پیکو نیوتنی که برای جابجایی مواد در ابعاد میکرو کافی است، بهره می‌گیرند. این قابلیت در زمینه‌های متفاوتی اعم از موتورهای مولکولی، میکروسیالات، میکرو مکانیک و ... مورد توجه قرار گرفته‌است.
گیره‌های لیزری اولین بار در آزمایشگاه‌های تحقیقاتی بل در سال 1986 توسط آرتوس آشکین معرفی شدند. قوانین اولیه می‌توانند به شکل قوانین نیوتن بیان گردند. به این دلیل که نور حامل تکانه بوده و تغییر در جهت نور به معنای این است که حتماً نیرویی در رابطه با این تغییر وجود دارد. بنابرین اگر پرتوی لیزری را به سمت ذره‌ای بتابانیم، نور به هنگام ورود به ذره دچار شکست خواهد شد. نیروی درگیر در این تغییر جهت بر روی ذره تأثیر گذاشته و ذره به سمت قسمت پر شدت تر لیزر رانده خواهد شد. پرتوی لیزر دارای شکل گوسی می‌باشد، بنابرین شدیدترین قسمت پرتو در مرکز محور پرتو قرار دارد. و هرجا که پرتو متمرکز شده باشد ذره به آن قسمت می‌رود. ذره در سه بعد محبوس می‌شود. برای این کار به انرژی زیادی نیاز نیست (در حد چند میلی وات). اما به گرادیان شدت بزرگی نیازمندیم، و نور را به نقطه‌ای در حدود قطر چند میکرونی متمرکز می کنیم. 

## مشاهده ساختارهای RNA
در گذشته برای بررسی ترمودینامیک پیچش RNA و DNA از روش‌های تغییر دما یا غلظت استفاده می‌شد، زیرا این عوامل در نقاط پایداری پیچش RNA مؤثر هستند. اما امروزه، به سه دلیل، از روش نیروهای مکانیکی مانند تله نوری برای مطالعه این مطالعهٔ این پدیده استفاده می‌شود:

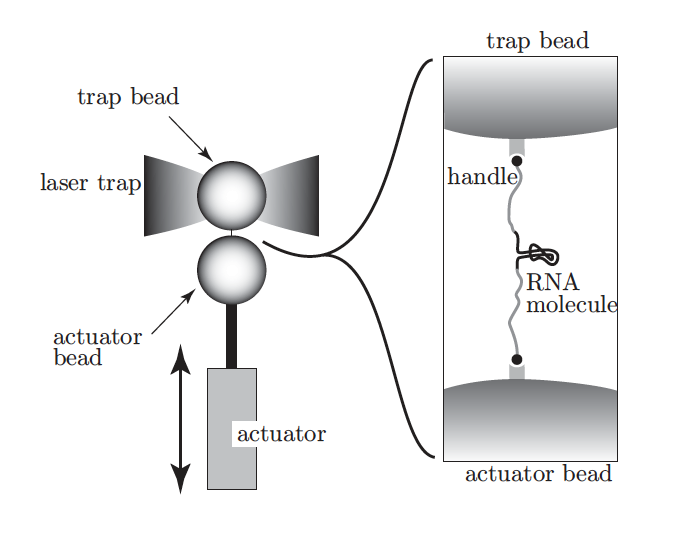
تصویر کلّی یک تلهٔ نوری و مکان‌های نسبی قرارگیری دسته‌ها و RNA. برگرفته از: کتاب نلسون

1. نیروهای مکانیکی در بسیاری از فرایندهای طبیعی درون سلولی دخیل می‌باشند. (مثل بازکردن گره‌های RNA توسط helicaseها)
2. روند واکنش پیچش RNA به خوبی توسط طول فیزیکی ابتدا تا انتهای آن قابل بررسی است.
3. یک مولکول RNA معمولاً قبل از جمع شدن در ساختار نهایی خود، از سازه‌های میانی عبور می‌کند، و رویکردهای تک مولکولی باعث می‌شود که تشخیص و توصیف حالتهای میانی از روشهای بررسی اجتماع RNAها قابل دسترسی تر باشد.[۴]

### خلاصهٔ آزمایش
در یک آزمایش خاص، از دستگاه تله نوری استفاده می‌کنند که امکان دستکاری اجسام بسیار ریز (مانند دانه‌های پلی استایرن با قطر ۳ میکرومتر) را می‌دهد. مهره‌های هدف پرتوهای نور ورودی را خم می‌کنند، درنتیجه، تکانهٔ نور به آن منتقل می‌شود و هر مهره بر این اساس نیرویی را احساس می‌کند. یک جفت لیزر مختلف‌الجهت با هدف‌گیری مشترک، می‌تواند مهره‌ها را در مکان مشخصی نگه دارد. از آنجا که RNA برای گیر افتادن در تله نوری بسیار کوچک است، آزمایش‌گران آن را به «دسته‌های مولکولی» ساخته شده از DNA وصل می‌کنند. همان‌طور که در شکل ترسیم شده‌است، RNA می‌تواند در خود بپیچد و ساختاری گره‌مو مانند ایجاد کند.

### نتیجهٔ آزمایش

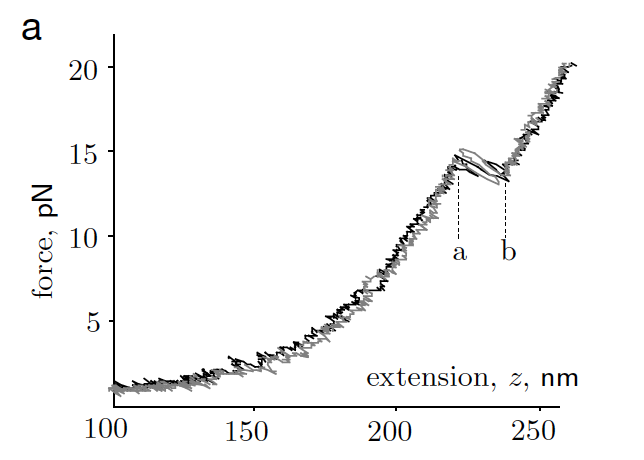
نمودار تغییرات نیرو برحسب طول RNA اندازه‌گیری شده توسط یک تله نوری. برگرفته از: کتاب نلسون

در ابتدا وقتی RNA را توسط دسته‌ها کشیده می‌شوند، نیرو به آرامی متناسب با طول RNA افزایش می‌یابد، کاملاً به شکل نیروی فنر. این منحنی در شکل زیر دیده می‌شود. اما در نیروی ۱۴٫۵ پیکونیوتن یک ناپیوستگی ناگهانی در نمودار نیرو برحسب طول مشاهده می‌شود. تغییرات طول در این پدیده (۲۰ نانومتر) مطابق با طول پیش‌بینی شدهٔ بخش‌های گره‌مو مانند RNA می‌باشد. بدین شکل می‌توان تخمینی از ابعاد هر ساختار در RNA به دست آورد که روشی بسیار خلاقانه و زیبا می‌باشد. معمولاً در دیدگاه فیزیکی، این پدیده را با یک سیستم دو حالته مدل‌سازی می‌کنند.

## کاربردها
- اندازه‌گیری خواص الاستیک DNA با نگه داشتن زنجیره‌هایی از مولکولها و کشیدنشان.(به نحوی که می‌توان طول کامل DNA را به دست آورد.)
- مطالعه خواص تولیدکننده نیرو در موتورهای مولکولی مانند کینسین
- بازکردن پروتئین ها
- مطالعه ذرات با ترکیب اسپکتروسکپی رامان، اسپکتروسکپی دو فوتونی، و میکروسکوپ کانونی
- انجام میکرو جراحی‌ها با ترکیب دیگر پرتوهای لیزری، مثلاً، گرفتن کروموزوم با پرتو (1046nm) IR و برش آن به اجزای کوچکتر با لیزر برشی سبز (532nm). {این کار به این دلیل ممکن است که بیشتر مواد بیولوژیکی در طیف IR جذب ندارند اما در طول موج‌های سبز دارند.}
- اندازه‌گیری خواص غشاء نورونی

## محدودیت‌ها
- عدم کارایی در ابعاد کمتر از 200 pN
- عدم کارایی در حرارت بالا

## تئوری
در پراکندگی ریلی ابعاد ذرات خیلی کوچکتر از طول موج نور است، که این پراکندگی در اتمسفر منجر به آبی و قرمز دیده شدن رنگ آسمان می‌شود که ناشی از جدایی طول موج‌های مختلف نور پس از پراکندگی است. در پراکندگی می ابعاد ذرات بزرگتر از طول موج نور است، رنگ سفید ابرها نیز ناشی از این پدیده است. آشکین پیشنهاد داد که می‌توان با در نظر گرفتن دو دیدگاه به تحلیل این تئوری پرداخت: دیدگاه اپتیک هندسی برای پراکندگی می، و دیدگاه دوقطبی الکتریکی برای پراکندگی ریلی. 
به دلیل شکل گوسی پرتو دو نوع نیرو به ذره وارد می‌شود،Fb , Fa . که نهایتاً نیروی خالص ذره را به سمت مرکز پرتو هدایت می‌کند. با استفاده از پایستگی تکانه، می‌توان نیروی پراکندگی، گرادیان نیرو و نیروی خالص را به صورت‌های زیر نوشت:

### ساخت گیره لیزری
اجزای اصلی مورد استفاده در ساخت یک گیره لیزری عبارت اند از:
- میکروسکوپ، که در آن به عنوان منبع نوری از لامپ جیوه‌ای و از یک دوربین CCD برای ثبت تصویر از نمونه استفاده شده‌است.
- منبع لیزری CW ، که فراهم آورنده طول موجی است که نمونه زیستی نسبت به آن رساناست. بسته به رسانش سلول ها ناحیه نزدیک به IR شامل طول موج‌های 700-1300nm برای به دام انداختن اپتیکی استفاده می گردد. لیزرهای CW با توانی در بازه چند هزار میلی وات تا چند وات مورد استفاده قرار گرفتند که می‌توانند شدت‌هایی در بازه 106-108 W/cm2 را فراهم کنند.متداول‌ترین نوع لیزرها شامل لیزر Nd:YAG در 1064nm ، Nd:YLF در 1047nm، تیتانیوم سفایر در بازه 695-1100nm و انواع دیود لیزرها عموماً در بازه 800-900nm هستند. به منظور داشتن گرادیان نیروی بیشینه پرتوی لیزر با مد TEM00 استفاده می‌شود. همچنین به‌طور هم زمان از یک لیزر هلیوم نئون کم توان به منظور پرتو نشانه استفاده می‌شود.
- سیستم هدایت پرتو، که راه‌های متعددی برای ایجاد یک دام متحرک برای دستکاری ذرات به دام افتاده وجود دارد. در شکل با استفاده از یک لنز شیئی می‌توان مکان تمرکز پرتو را تغییر داد.

### به دام اندازی اپتیکی بدون استفاده از پرتوی گؤسی
دام‌های اپتیکی مورد بحث معمولاً از پرتوی گؤسی بهره می‌گیرند، که توسط یک لنز متمرکز شده‌است. گرچه پرتوی گؤسی دارای محدودیت‌هایی نیز هست. اولاً، پس از طی مسافتی به نام بازه ریلی دچار واگرایی می‌شود. ثانیاً، نمی توان ذراتی را بیشتر از چند میکرومتر دورتر از جهت انتشار به دام انداخت. زیرا پرتوی گؤسی پس از عبور از ذره دچار تحلیل می‌شود.
اخیراً استفاده از پرتوهای غیر گؤسی مانند پرتوی بسل بسیار مورد توجه قرار گرفته‌است. پرتوی بسل شامل امواج نوری است که در یک مخروط قرار گرفته‌اند. پس نمایه عرضی آن شامل نقاط نورانی است که در مرکز پرتو واقع شده اند و اطرافش حلقه‌های نورانی قرار دارند. برخی از مزای پرتوی بسل عبارت اند از: 1) پرتوی مرکزی در طول چندین برابر بازه ریلی بدون واگرایی قابل توجهی انتشار می یابد. بنابرین از آن گاهی با عنوان "بدون پراش" یا ناوردای انتشاری یاد می‌شود.2) در صورتی که پرتوی مرکزی توسط ذره به دام افتاده دچار تحلیل شود پس از طی فاصله انتشاری مشخصه، خود را به شکل اولیه بازسازی می‌کند. این کار توسط امواج نوری دور از مرکز انجام می‌شود، که از کنار ذره بدون تغییر عبور می‌کنند و مرکز نوری را در فاصله‌ای پشت ذره بازسازی می نمایند. 
این دو ویژگی پرتوی بسل موجب شده تا از آن به عنوان گیره لیزری دو بعدی استفاده شود. همچنین می‌توان ذرات متفاوتی را در چند سلول نمونه که از هم تا چند میلی‌متر فاصله دارند، به دام انداخت. راه ساده تبدیل پرتوی گؤسی به پرتوی بسل استفاده از عنصر اپتیکی مخروطی شکل به نام "آکسیکون" می‌باشد.
همچنین می‌توان از گیره‌های بسلی برای جهت دهی ذرات طویل، نمونه‌های زیستی میله‌ای شکل، استفاده کرد. از این جهت می‌توان برای ایزوله کردن یک نمونه میله‌ای از سایر نمونه‌ها استفاده کرد.